# Двоеглазов, Леонид Иванович
Леонид Иванович Двоеглазов (1 сентября 1919, Вятка — 31 марта 1988, Барнаул) — советский театральный актёр, народный артист РСФСР.

## Биография
Леонид Иванович Двоеглазов родился 1 сентября 1919 года в Вятке в семье артиста эстрады. В 1938 году окончил Кировскую театральную студию (педагог Л. С. Самборская). После этого работал артистом эстрады и баянистом в Кирове, Перми, Омске, Тюмени, Красноярске, Барнауле. В 1939 году,  гастролируя в Барнауле, встретил свою будущую жену и навсегда остался в этом городе.
С 1939 года служил в рядах Красной армии. Участвовал в Великой Отечественной войне, гвардии старший сержант. Служил в 17-м гвардейском полку 5-й гвардейской стрелковой дивизии, которая в 1941 году взяла город Ельню и стала гвардейской. Руководил дивизионным ансамблем. Член ВКП(б) с 1943 года. Затем был в 80-й гвардейской стрелковой дивизии.
С 1946 года до конца жизни играл в Алтайском театре драмы в Барнауле. Острохарактерный, комедийный актёр. За годы работы в театре сыграл около 300 ролей.
Скончался 31 марта 1988 года в Барнауле.

## Награды и премии
- Орден Отечественной войны II степени
- Медаль «За боевые заслуги»
- Медаль «За оборону Москвы»
- Медаль «За победу над Германией в Великой Отечественной войне 1941—1945 гг.»
- Диплом I степени Всероссийского театрального фестиваля горьковской драматургии за исполнение роли Леща в пьесе «Последние» М. Горького (1967).
- Заслуженный артист РСФСР (29.12.1971).
- Народный артист РСФСР (25.01.1978).

## Работы в театре
- «Кнут Тайши» Намсараева — Гончик
- «Последние» М. Горького — Лещ
- «Маскарад» М. Лермонтова — Шприх
- «Женитьба» Н. Гоголя — Жевакин
- «Поднятая целина» М. Шолохова — дед Щукарь
- «Трибунал» А. Макаенка — Терешко-Колобок
- «Святая святых» И. Друцэ — Келин
- «Любовь и голуби» В. Гуркина — дед Митяй
- «Конец» М. Шатрова — Гитлер
- «Лето красное» — Фрол Песков

## Память
- В 2016 году в Барнауле на стене дома на улице Чкалова, 57, в котором жил актёр, установлена мемориальная доска. Надпись на доске гласит: «В этом доме с 1979 по 1988 гг. жил первый в Алтайском крае народный артист РСФСР Двоеглазов Леонид Иванович (01.09.1919 — 31.03.1988)»[1][2]